# Caputxins (Girona)
Caputxins és una entitat de població de la ciutat de Girona. Se situa a l'est del municipi a la zona alta de la ciutat, prop de la torre de comunicacions –coneguda popularment com «El Pirulí». El 2005, tenia 172 habitants.
El nom del barri és perquè hi havia ermites i el convent dels Caputxins de dalt, al Puig Alguer.